# Chapman (Nebraska)
Chapman és una població dels Estats Units a l'estat de Nebraska. Segons el cens del 2000 tenia 341 habitants.

## Demografia
Segons el cens del 2000, Chapman tenia 341 habitants, 131 habitatges, i 94 famílies. La densitat de població era de 292,6 habitants per km².
Dels 131 habitatges en un 39,7% hi vivien nens de menys de 18 anys, en un 62,6% hi vivien parelles casades, en un 8,4% dones solteres, i en un 27,5% no eren unitats familiars. En el 22,1% dels habitatges hi vivien persones soles el 4,6% de les quals corresponia a persones de 65 anys o més que vivien soles. El nombre mitjà de persones vivint en cada habitatge era de 2,6 i el nombre mitjà de persones que vivien en cada família era de 3,09.
Per edats la població es repartia de la següent manera: un 31,4% tenia menys de 18 anys, un 6,2% entre 18 i 24, un 29,6% entre 25 i 44, un 21,1% de 45 a 60 i un 11,7% 65 anys o més.
L'edat mediana era de 32 anys. Per cada 100 dones de 18 o més anys hi havia 103,5 homes.
La renda mediana per habitatge era de 29.375 $ i la renda mediana per família de 31.458 $. Els homes tenien una renda mediana de 23.125 $ mentre que les dones 17.500 $. La renda per capita de la població era de 12.519 $. Aproximadament el 12,5% de les famílies i el 9,8% de la població estaven per davall del llindar de pobresa.

## Poblacions més properes
El següent diagrama mostra les poblacions més properes.